# Musikjahr 1530
Liste der Musikjahre

◄◄ | ◄ | 1526 | 1527 | 1528 | 1529 | Musikjahr 1530 | 1531 | 1532 | 1533 | 1534 | ► | ►►

Weitere Ereignisse
Dieser Artikel behandelt das Musikjahr 1530.

## Ereignisse
- Martin Agricola, der sich 1519 in Magdeburg als Musiklehrer niedergelassen und der Reformation angeschlossen hat, ist Kantor der zu einer einzigen städtischen Anstalt zusammengefassten Musikschulen. Neben seiner Lehraufgabe bemüht sich Agricola vor allem darum, der neuen protestantischen Bewegung eine eigene Kirchenmusik zu geben.
- Cosmas Alder ist Sänger am Stift St. Vinzenz in Bern und seit dem 15. April 1528 Bauherrenschreiber. Dieses Amt hat er bis zu seinem Ableben inne. Außerdem ist er Schreiber des Schaffners von Frienisberg.
- Bonifacius Amerbach ist Professor der Rechtswissenschaft an die Universität Basel. Er erlebt 1529 die Einführung der Reformation in Basel, unterstützt die neuen Ideen zunächst jedoch nicht. Er verteidigt die katholische Transsubstantiationslehre und beteiligt sich nicht am reformierten Abendmahl. 1530 wird er von der Basler Obrigkeit wegen seines Verhaltens angegriffen, muss aber wegen seiner gesellschaftlichen Stellung als Rektor nicht wie viele Gleichgesinnte emigrieren.
- Pierre Attaingnant, der um 1527/1528 eine Variante des Notendrucks erfunden hat, die das Drucken in einem Arbeitsgang erlaubt, veröffentlicht von 1528 bis 1552 mehr als 50 Chansonsammlungen und einige „Tanzbücher“.
- Antoine Barbé hat – nach den Akten der Kathedrale von Antwerpen – von 1527 bis 1562 die Stelle des Kapellmeisters inne.
- Jobst von Brandt studiert ab 1530 in Heidelberg u. a. bei Lorenz Lemlin, nimmt nach der musikalischen Ausbildung aber einen außermusikalischen Beruf als Verwaltungsbeamter an.
- Arnold von Bruck ist seit der zweiten Jahreshälfte 1527 in Wien Kapellmeister des österreichischen Regenten Erzherzog Ferdinand (dem späteren König und Kaiser Ferdinand I.), und zwar als Nachfolger von Heinrich Finck. Diese Stellung wird er über 18 Jahre lang behalten; seine Vizekapellmeister sind Pieter Maessins (um 1505 – 1562), ebenfalls flämischer Abstammung, und Stephan Mahu. In dieser Zeit erwirbt Arnold von Bruck mehrere Pfründen im heutigen Slowenien und Kroatien, so von 1528 bis 1548 an der Kathedrale von Ljubljana und ab Dezember 1529 an der Kathedrale von Zagreb.
- Hans Buchner ist Organist in der Pfarrkirche in Überlingen, behält aber seinen Wohnsitz in Konstanz.
- Marco Antonio Cavazzoni wirkt ab 1528 etwa zehn Jahre lang in Venedig.
- Pierre Certon wirkt ab dem Jahr 1529 in Paris an Notre-Dame.
- Jehan Daniel ist Organist an der Kathedrale von Angers. Er wird diese Stelle bis 1540 innehaben.
- Sixt Dietrich, der in Konstanz Diakon und Lehrer der Chorknaben in Musik und Latein war, hat 1527 durch die Reformation seine Einnahmen verloren und schlägt sich mit Gelegenheitsarbeiten durch.
- Pedro de Escobar steht in Portugal im Dienste des Monarchen Manuel I. (Portugal). Er ist Lehrer der Knaben an der Kapelle seines Sohnes Alfonso.
- Nicolas Gombert, der wahrscheinlich ein Schüler von Josquin Desprez († 1521) war, ist seit 1526 Mitglied der Hofkapelle von Kaiser Karl V. 1529 wird er zum maitre des enfants ernannt. Kapellmeister sind zu dieser Zeit Adrien Thibault und später Thomas Crécquillon. Als Meister der Chorknaben ist Gombert für die musikalische und stimmliche Ausbildung der Knaben verantwortlich sowie für ihre Erziehung, ihre Unterbringung und ihr Wohlergehen. Der Chor besteht um diese Zeit aus 14 Erwachsenen, einem Organisten, einem „Souffleur“ (Kalkant oder Blasebalgtreter der Orgel) und etwa zwölf Chorknaben. Reisen mit der Hofkapelle führen Gombert im Jahr 1530 nach Bologna, Mantua, Innsbruck, München und Augsburg.
- Matthias Greitter ist seit 1528 Hilfsprediger an St. Stephan und St. Martin in Straßburg.
- Lupus Hellinck ist Succentor an der Liebfrauenkirche in Brügge und seit dem 17. Juni 1523 an der Hauptkirche St. Donatian, was mit den Aufgaben der Chorleitung und des Unterrichts der Chorknaben verbunden ist.
- Nikolaus Herman ist Kantor und Lehrer an der Lateinschule in St. Joachimsthal.
- Paul Hofhaimer ist spätestens seit 1522 Domorganist am Salzburger Dom im Dienst von Fürsterzbischof Kardinal Matthäus Lang von Wellenburg. Hofhaimer ist berühmt als exzellenter Organist, Orgellehrer und als Odenkomponist. Seine Kompositionen erfreuen sich großer Beliebtheit auch im Musikunterricht an den Lateinschulen.
- Gheerkin de Hondt wirkt vom 1. August 1530 bis Februar 1532 als Singmeister an der Nieuwe Kerk in Delft.
- Hans Kugelmann, der in den Diensten des Hauses Fugger in Augsburg stand, ist seit 1524 Trompeter und Hofkomponist beim Markgrafen Albrecht in Königsberg.
- Erasmus Lapicida, der um das Jahr 1521 vom Habsburger Erzherzog Ferdinand I. (Regierungszeit als Erzherzog 1521–1531) am Schottenkloster in Wien eine Präbende verliehen bekam, lebt dort die 26 restlichen Jahre seines Lebens. In Wien lernt er zwischen 1527 und 1534 den Theologen und Musiktheoretiker Johann Zanger (1517–1587) kennen, der später in seiner Schrift „Practicae musicae praecepta“ (Leipzig 1554) von einem Streit zwischen Lapicida, Stephan Mahu und Arnold von Bruck berichtet. Hierbei geht es um die Interpretation des Mensurzeichens ohne senkrechten Strich.
- Jacotin Le Bel ist Mitglied der Hofkapelle des französischen Königs Franz I. Er wird unter der Bezeichnung Maistre Jacques Le Bel, clerc du diocese d’Amyensgeführt und bekommt vom König ein Kanonikat und eine Pfründe an der Kollegiatkirche Notre Dame in der Provinz Anjou. Jacotin verfasst mehr als 50 mehrstimmige Werke in über 100 Manuskripten und Drucken des 16. Jahrhunderts. 32 dieser Werke werden zwischen 1528 und 1553 von dem königlichen Notendrucker Pierre Attaingnant gedruckt.
- Johannes Lupi, der seit 1527 Magister puerorum an der Domkantorei von Cambrai ist, wird am 8. April 1530 magnus vicarius und erhält die Subdiakonatsweihe am 11. April des Jahres.
- Stephan Mahu, der vielleicht schon ab Anfang der 1520er Jahre als Sänger und Posaunist Mitglied des Hofstaats von Königin Anna von Böhmen und Ungarn (1503–1547), der Ehefrau von Ferdinand I. ist, verpflichtet sich ab dem 14. November 1528 vertraglich zum lebenslangen Dienst bei ihr und Ferdinand. Dafür wird ihm im Gegenzug eine erhebliche Gehaltserhöhung zugesichert, die allerdings erst ab dem Jahr 1539 ausgezahlt wird. Zusätzlich übernimmt er zwischen September 1529 und März 1532 die Stelle eines Vizekapellmeisters der Wiener Hofmusikkapelle von Erzherzog Ferdinand unter Arnold von Bruck, und zwar bis zum Jahr 1539.
- Francesco Canova da Milano ist Domorganist in Mailand.
- Anton Musa ist Stadtpfarrer in Jena. Als einer der ersten vom Landesherrn eingesetzten Superintendenten hat er zugleich die Aufsicht über die Geistlichen in den Ämtern Jena und Eisenberg sowie im Stift Bürgel. Im Jahre 1529 erweitert sich sein Sprengel um die Ämter Stadtroda, Leuchtenburg, Kahla und Orlamünde. Er wirkt darüber hinaus als Superintendent und als Visitator im Vogtland und im Saalekreis.
- Luis de Narváez steht seit den 1520er Jahren im Dienst von Francisco de los Cobos y Molina (1477–1547), Komtur von León und Sekretär von Kaiser Karl V.; er lebt mit großer Wahrscheinlichkeit in Valladolid mit seinem Dienstherrn bis zu dessen Tod 1547. Mit großer Sicherheit reist Narváez mit Cobos 1529/1530 nach Mantua und nach Bologna zur Kaiserkrönung von Karl V. und außerdem nach Rom zu diplomatischen Treffen mit Papst Paul III.; hier hat er wahrscheinlich auch die Musik von Francesco Canova da Milano (1497–1543) kennen gelernt.
- Hans Neusidler, dessen Familie wahrscheinlich aus der am Nordufer des Neusiedler Sees liegenden Stadt Neusiedl am See stammt, zieht im Jahr seiner Hochzeit mit der Nürnbergerin Margaretha Regenfus 1530 nach Nürnberg.
- Matteo Rampollini, der seit 1520 Leiter des Knabenchores an der Kathedrale Santa Maria del Fiore in Florenz war, erhält ab 1530 das Amt eines Kaplan an der Medici-Kapelle. Eventuell zeigten die Medici sich damit für Rampolinis Treue während ihrer Vertreibung aus Florenz erkenntlich. Dieses Amt hat Rampolini bis 1534 inne.
- Antonio Scandello, der aus einem alten Adelsgeschlecht Oberitaliens (de Rusticis) stammt, ist vermutlich ab 1530 als Zinkenist und Posaunist in Bergamo tätig.
- Claudin de Sermisy ist Kaplan in der Kirche von Camberon in der Nähe von Abbeville. Er ist weiterhin Mitglied der Hofkapelle von König Franz I. von Frankreich. Seit 1525/26 ist Sermisy möglicherweise der Nachfolger von Antoine du Longueval als königlicher Chormeister (maître et recteur). Viele seiner 160 Chansons werden in den Jahren 1528 bis 1533 in Anthologien von Pierre Attaingnant in Paris veröffentlicht. Sie werden deshalb im Allgemeinen als „Pariser Chansons“ bezeichnet.
- John Taverner, der wahrscheinlich Chorleiter am Cardinal’s College (heute Christ Church College und Kathedrale) in Oxford war, verlässt 1530 das College.
- 1530 wird in Torgau ein besonderes Schulkantorat für Johann Walter eingerichtet, das die Unterweisung der Schüler in Musik vorsieht. Einer seiner Torgauer Schüler ist Georg Otto (1550–1618), der wiederum Lehrer von Heinrich Schütz werden wird. Im gleichen Jahr komponiert er die seine Matthäus-Passion und seine Johannes-Passion.
- Johannes Wannenmacher, der in Freiburg als Kantor an die St. Nikolaikirche wirkt und mit der Reformation sympathisiert (u. a. steht er in Briefkontakt mit Ulrich Zwingli in Zürich), wird Ende des Jahres 1530 von katholischen Scharfmachern mit weiteren Anhängern der Reformation der Prozess gemacht. Wannenmacher, der Organist Hans Kotter und andere Freunde werden trotz ihrer Bekanntheit und ihrer Verdienste für die Stadt Freiburg gefangen genommen und gefoltert („peinliches Verhör“). Wannenmacher wird zudem angeklagt, er versehe seinen Altar nicht mehr selbst und stelle andere dazu an. Er verteidigte sich und gibt als Grund für seine Versäumnisse Kränklichkeit an. Überliefert sind folgende Äußerungen von ihm aus dem peinlichen Verhör: „Ach wes wellendt Ir mich doch zychen. Ich hab doch mitt wüssen Nyemandts In uwer myner Herren statt keyn Leydt gethan, wellendt ouch nitt ansechen myn ungeschickt, sonder das ich doch nitt alleyn bin, der dye seltzame Endrung dyser zytt begriffen hatt…“. Wannenmacher hat schließlich Glück im Unglück – Fürsprecher aus dem reformatorisch gesinnten Bern bewirken seine Haftentlassung und nach Auszahlung der bisherigen Verdienste und Begleichung von Schulden werden Wannenmacher, Kotter und ein Dekan namens Johannes Hollard für immer des Landes verwiesen.
- Adrian Willaert ist seit dem 12. Dezember 1527 Domkapellmeister zu San Marco in Venedig. Der Komponist behält dieses Amt 35 Jahre lang bis zu seinem Tod; erst durch sein Wirken bekommt diese Stelle ihre in ganz Europa herausragende Bedeutung. Willaert ist der Nachfolger von Petrus de Fossis († vor dem 7. Juli 1526) und bekommt anfangs dessen Gehalt von 70 Dukaten.
- Stephan Zirler tritt spätestens 1530 der Heidelberger Hofkapelle bei.

## Instrumentalmusik

### Für Orgel
- Pierre Attaingnant (Hrsg.)
  - 2 Livres d'orgue: Noten und Audiodateien im International Music Score Library Project
  - Magnificat sur les huit tons avec Te Deum laudamus et deux Preludes: Noten und Audiodateien im International Music Score Library Project
    - Unbekannter Komponist – Prélude sur chacun ton: Noten und Audiodateien im International Music Score Library Project
    - Unbekannter Komponist – Tabulature pour le jeu d'orgues: Noten und Audiodateien im International Music Score Library Project

### Für ein Instrument
- Pierre Attaingnant (Hrsg.) – Suite de Branles: Noten und Audiodateien im International Music Score Library Project

### Für vier Instrumente
- Pierre Attaingnant (Hrsg.)

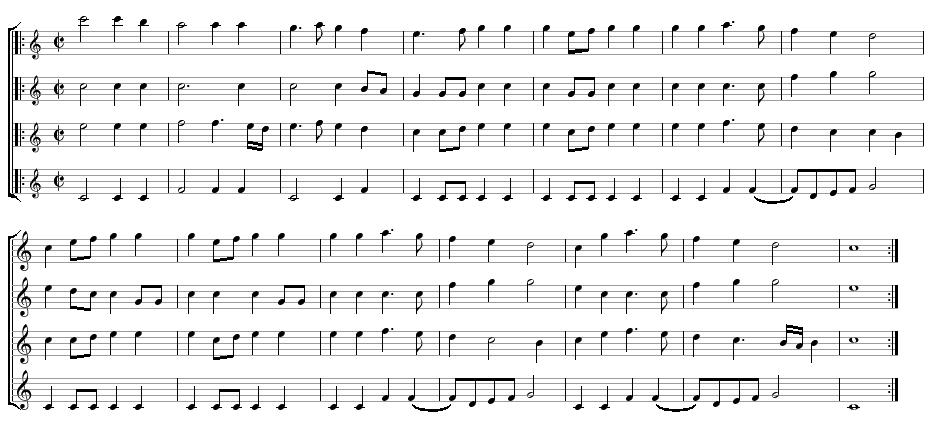
Auszug aus der Pavane von Pierre Attaingnant, um 1530

  - 25 Galliards, Pavans and Chansons: Noten und Audiodateien im International Music Score Library Project; darin:
    - Anonymous – Pavane 18 à 6: Noten und Audiodateien im International Music Score Library Project
    - Adrian Willaert – Dessus le marché d’Arras: Noten und Audiodateien im International Music Score Library Project

  - 51 Galliards, Pavans, Branles and Basse Dances: Noten und Audiodateien im International Music Score Library Project
  - Anonymous – Quand je bois du vin clairet: Noten und Audiodateien im International Music Score Library Project

## Vokalmusik

### Geistlich
- Johann Walter – Matthäus-Passion: Noten und Audiodateien im International Music Score Library Project

### Weltlich
- Pierre Attaingnant (Hrsg.)
  - 29 Chansons musicales a quatre parties: Noten und Audiodateien im International Music Score Library Project
    - Claudin de Sermisy
      - Tu disoys: Noten und Audiodateien im International Music Score Library Project
      - Ung grant plaisir: Noten und Audiodateien im International Music Score Library Project

  - 36 Chansons musicales a quatre parties: Noten und Audiodateien im International Music Score Library Project
    - Clément Janequin – Chantons, sonnons trompetes: Noten und Audiodateien im International Music Score Library Project

  - 19 Chansons musicales reduictes en la tabulature: Noten und Audiodateien im International Music Score Library Project
  - 25 Chansons musicales reduictes en la tabulature: Noten und Audiodateien im International Music Score Library Project
  - 26 Chansons musicales reduictes en la tabulature: Noten und Audiodateien im International Music Score Library Project
    - Amour vault trop: Noten und Audiodateien im International Music Score Library Project
    - Le cueur est mien: Noten und Audiodateien im International Music Score Library Project
    - Jay mis mon cueur: Noten und Audiodateien im International Music Score Library Project
    - Je demeure seule esgaree: Noten und Audiodateien im International Music Score Library Project

  - 28 Chansons musicales: Noten und Audiodateien im International Music Score Library Project
- Juan del Encina – Romerico, tu que vienes: Noten und Audiodateien im International Music Score Library Project
- Giovan Maria Giunta – Libro primo de la fortuna: Noten und Audiodateien im International Music Score Library Project
- Nicolas Gombert – Gris et tanne zu vier Stimmen
- Pierre Moulu – Amy souffrez: Noten und Audiodateien im International Music Score Library Project
- Unbekannter Komponist – Basse danse: Noten und Audiodateien im International Music Score Library Project
- Verschiedene Komponisten – 20 Songs for 3 and 4 parts: Noten und Audiodateien im International Music Score Library Project
  1. William Cornysh: Pater noster [qui] es in celis
  2. Robert Cowper: In youth in age both in welth and woo
  3. Richard Pygott: By by lullaby rockyd I my chyld
  4. Unbekannter Komponist: Be war my lytyl fynger syr
  5. Thomas Ashwell: She may be callyd a sovra[n]t lady
  6. John Taverner: The bella we maydis beryth
  7. Robert Cowper: So gret unkyndnes wyth oute deservyng
  8. Robert Jones: Who shall have my fayr lady
  9. Unbekannter Komponist: Mynyon go trym
  10. Unbekannter Komponist: Joly felowe yf thou have but lytyll mony
  11. Unbekannter Komponist: And wyll ye serve me so for my kyndnes
  12. John Taverner: Mi hart my mynde a[n]d my hole poure
  13. John Taverner: Love wyll I & leve so yt may befall
  14. John Gwynneth: My love mournyth / And I mankynd have not in mynd
  15. William Cornysh: Pleasure yt ys to here I wys the byrds synge
  16. William Cornysh: Concordans musycall Judgyd by the ere of sy[gh]tys gydyng
  17. Robert Fayrfax: Min hartys lust & all my plesure ys gevyn
  18. William Cornysh: Fa la sol
  19. Robert Fayrfax: Ut re my fa sol la
  20. Robert Cowper: Ut re my fa sol la

## Geboren

### Geburtsdatum gesichert
- 18. Oktober: Lucas Bacmeister der Ältere, lutherischer Theologe und Kirchenliedkomponist († 1608)
- 06. Dezember: Nikolaus Selnecker, deutscher evangelischer Theologe, Reformator, Kirchenlieddichter und -komponist († 1592)

### Genaues Geburtsdatum unbekannt
- Mateu Fletxa el Jove, katalanischer Komponist († 1604)

### Geboren um 1530
- Lázaro del Álamo, spanischer Komponist († 1570)
- Elias Nikolaus Ammerbach, deutscher Organist und Arrangeur († 1597)
- Séverin Cornet, franko-flämischer Komponist, Kapellmeister und Sänger († 1582)
- Richard Crassot, französischer Kapellmeister und Komponist († nach 1581)
- Fabrizio Dentice, italienischer Lautenist und Komponist († 1581)
- Baldissera Donato, italienischer Sänger, Kapellmeister und Komponist († 1603)
- Franciscus Florius, franko-flämischer Komponist, Sänger und Kapellschreiber († 1588)
- Isaak Haßler, deutscher, evangelisch-lutherischer Kirchenorganist († 1591)
- Claude Le Jeune, franko-flämischer Komponist und Lautenist († 1600)
- Szymon Bar Jona Madelka, tschechischer Komponist († um 1598)
- Giorgio Mainerio, italienischer Komponist († 1582)
- Julià Andreu Vilanova, katalanischer Komponist und Chormeister († 1599)

### Geboren nach 1530
- Alexander Utendal, franko-flämischer Komponist, Kapellmeister und Sänger († 1581)

## Gestorben

### Todesdatum gesichert
- 00. Juli: Konrad Rupff, deutscher Sang- und Kapellmeister (* um 1475)

### Gestorben um 1530
- Noel Bauldeweyn, franko-flämischer Komponist und Sänger (* um 1480)
- Georg Grünwald, deutscher Reformator und Kirchenlieddichter (* um 1490)